# Hikaru Kitagawa
Hikaru Kitagawa (北川 ひかる, Kitagawa Hikaru), née le 10 mai 1997, est une joueuse internationale de football japonaise.

## Biographie
Le 1er mars 2017, elle fait ses débuts avec l'équipe nationale japonaise lors de l'Algarve Cup, contre l'équipe d'Espagne. Elle compte 5 sélections en équipe nationale du Japon.

## Statistiques
Le tableau ci-dessous présente les statistiques de Hikaru Kitagawa en équipe nationale
| Équipe du Japon | Équipe du Japon | Équipe du Japon |
| Année           | Matchs          | Buts            |
| --------------- | --------------- | --------------- |
| 2017            | 5               | 0               |
| Total           | 5               | 0               |

## Palmarès
- Troisième de la Coupe du monde des moins de 20 ans 2016
- Vainqueur de la Coupe du monde des moins de 17 ans 2014